# Jaera posthirsuta
Jaera posthirsuta är en kräftdjursart som beskrevs av Bror Forsman 1949. Jaera posthirsuta ingår i släktet Jaera och familjen Janiridae. Inga underarter finns listade i Catalogue of Life.